# Mama Said (Lukas Graham)
Mama Said is een nummer van de Deense band Lukas Graham uit 2014, opnieuw uitgebracht in 2016. Het is de eerste single van hun titelloze tweede studioalbum.
Toen het nummer in 2014 werd uitgebracht, was het niet zeer succesvol. Nadat Lukas Graham eind 2015 een enorme hit had gescoord met "7 Years", besloot de band in 2016 het opnieuw uit te brengen. Toen was het nummer succesvoller dan twee jaar eerder, in hun thuisland Denemarken scoorde Lukas Graham er zelfs een nummer 1-hit mee. In het Nederlandse taalgebied werd het nummer een klein hitje. In Nederland haalde het de 5e positie in de Tipparade, en in de Vlaamse Ultratop 50 haalde het een bescheiden 22e positie.